# Palmenia Pizarro

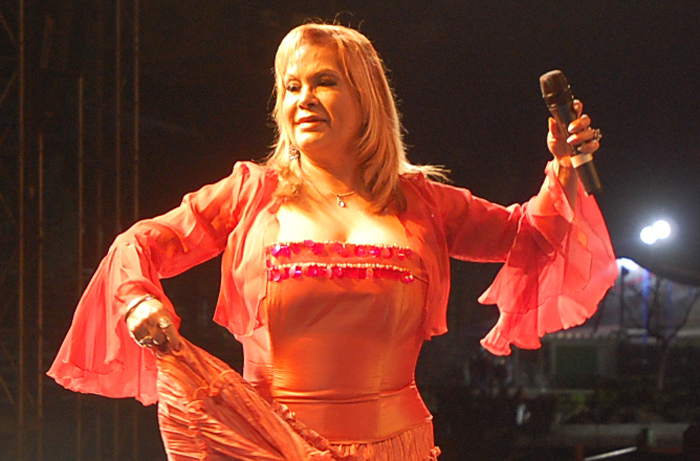
Palmenia Pizarro

Palmenia del Carmen Pizarro González (* 19. Juli 1941 in San Felipe) ist eine chilenische Sängerin.

## Leben
Pizarro trat elfjährig in der Radiosendung Yo también soy artista auf. Später verpflichtete David Acevedo sie für sein Programm Fiesta en Corporación, und 16-jährig wurde sie als Mejor Intérprete Folclórica ausgezeichnet. Ihre Teilnahme am Wettbewerb Así Canta Perú 1962 führte zu einem Vertrag mit dem Plattenlabel EMI. Sie nahm ihre erste Single auf und erhielt bereits 1963 im Teatro Caupolicán ihre erste Goldene Schallplatte.
Für ihre zweite Single 1963 komponierte Natalio Sedini den Walzer Desprecio für sie, und sie sang Vuelve pronto von Augusto Polo Campos, der später ihren größten Erfolgstitel Cariño malo komponierte. Nach einer EP mit Cariño malo von Polo Campos, Olvídate de mi von Pablo de los Andes sowie Todavía und En vano von Mario Cavagnaros erschien 1964 ihr erstes Album Qué lindo canta Palmenia. Sie gewann siebenmal in Folge die Goldmedaille der Sendung Discomania und dreimal den Laurel de Oro.
1972 nahm sie am Festival de la Voz y la Canción in Puerto Rico teil und lebte dann von 1973 bis 1997 in Mexiko. Von dort aus unternahm sie Konzertreisen unter anderem nach Argentinien, Venezuela, Peru, Ecuador, Kolumbien, Australien, in die USA und nach Japan. Ihr 35-jähriges Bühnenjubiläum beging sie mit ihrem 65. Album Te voy a autografiar mi corazón, das 1997 erschien. Nachdem sie bereits 1992 als Ehrenbürgerin von Chile ausgezeichnet worden war, erhielt sie 1999 und 2000 den Preis der Asociación de Periodistas de Espectáculos und 2002 den Premio Nacional de Música des Präsidenten von Chile. 2003 erschien das Doppelalbum Para que se escuche bonito!!, eine Anthologie ihrer größten Erfolge ihrer 40-jährigen Bühnenlaufbahn.